# 千葉商科大学
千葉商科大学（ちばしょうかだいがく、英語: Chiba University of Commerce）は、千葉県市川市国府台1-3-1にある私立大学である。1928年創立、1950年大学設置。大学の略称は千葉商大（ちばしょうだい）であるが、大学自体ではCUC（シーユーシー）を主に使用している。

## 概観

### 大学全体
千葉商科大学は、1928年創立の旧制巣鴨高等商業学校を前身とし、実学を基盤とした教育と研究に重きを置いている。創立者であり文学博士の遠藤隆吉（社会哲学者・教育者）は、明治期の教育者・福澤諭吉の遠大な理想を受け継ぐべく、自身の多数の著作の印税などを原資に東京府西巣鴨町（現・東京都豊島区）に学園建設用地を取得、旧制巣鴨中学校を創立した。その後、旧制巣鴨商業学校、および旧制巣鴨高等商業学校を併置した。私財を投じ、自らの揺るぎない教育理念に基づいて学びの場を創設した遠藤隆吉博士の姿勢は、福澤諭吉による慶應義塾の創設と並び称されるに相応しいものであった。実際、当時の新聞『萬朝報』紙上においては、「明治の教育者 福澤諭吉、昭和の教育者 遠藤隆吉」と評され、その精神と行動が同列に語られる存在として紹介されている。
学園創立者自らが資金を投じて理想を実現させようとした点は、極めて特異かつ先駆的なものであった。この点については、千葉商科大学『創立70周年記念誌』において、慶應義塾大学名誉教授であり、本学の中興の祖とも称される第6代学長・加藤寛が「創立70周年記念誌の発刊によせて」の中で、「私財をもって私学を創設した稀有な事例であることに加え、遠藤先生の優れた教育理念に対する社会的評価の高さを示すものである」という旨が記されており、その歴史的意義があらためて強調されている。
遠藤隆吉博士は、商業教育における倫理観の欠如を憂い「商業道徳を吹き込み、殊に武士的精神を注入する」ことを急務とし、人格教育と実務能力の融合を掲げ、社会課題を俯瞰的に捉え実行力をもって解決に導く「治道家」の育成を教育理念としている。この理念は、現代社会においても公共に資する人材を育てるという大学の使命に継承されている。
2025年度からは、従来の5学部7学科体制を社会の変化に対応した4学部6学科へと再編し、商経学部・総合政策学部・サービス創造学部・人間社会学部から構成される学部体制へ移行した。これにより、専門性と実践力を兼ね備えた学際的な教育環境の整備が進められている。
教育研究活動では、地域社会・自治体との連携による実践型の課題解決プログラムやサステナブル経営、環境経営ならびにエシカル経済（倫理的消費や持続可能な経済）などをテーマとした先進的な研究が展開されている。また、 加藤寛学長時代に創設された「TA・SA制度」の導入以降、所定の審査を経て任命された大学院生や学部生が Teaching Assistant （TA）および Student Assistant（SA）として教育支援に携わる機会が設けられており、「半学半教」の理念に基づいた“実践的かつ双方向的な学び”が推進されている。

### 建学の精神
千葉商科大学は、旧制巣鴨高等商業学校を創立した文学博士・遠藤隆吉の教育理念を受け継ぎ、「有用の学術と商業道徳の涵養」を建学の精神として掲げる。
遠藤隆吉博士は人類を平等に考え、他者の幸福にも尽力すべきとの精神を重んじた。学問は自己の向上と社会貢献に資するべきものと位置づけ、堅実な気風を養い、困難を乗り越える旺盛な精神をもって職務に忠実に励む人材の育成を志した。
自らの志とする学府創立にあたり、「建学の主旨」として次の理念を示した。

1938年（昭和13年）、千葉県千葉郡津田沼町（現・習志野市）の地に「生々示宇修養道場」を開設し、実践知を「有用の学術」として重んじる「生々主義」の理念を掲げた。この精神は、移りゆく時代の趨勢を的確に見極め、卓越した倫理観と実践力をもって社会課題の解決に寄与する「治道家」の育成を志向するものである。

### 教育理念
創立者・遠藤隆吉博士の精神を継承し、千葉商科大学は「治道家の育成」を教育理念に掲げている。この理念は、単なる知識修得にとどまらず、大局的な視野に立ち、時代の変化を的確に捉えつつ、社会の諸課題に対して高い倫理観と実践力をもって臨む指導的人材の育成を目指すものである。上記理念に基づき、実学重視の教育を推進するとともに、すべての学生に対して人間の本質的な偉大さを認識させ、その潜在能力を最大限に引き出すことを教育の基本方針としている。

### 学風および特色
千葉商科大学は、実学主義を基盤とする建学の精神を今日に至るまで引き継ぎ、「社会課題の解決に挑み続ける大学」として、その理念を現代の教育・研究・社会貢献に結実させている。創立者・遠藤隆吉博士が掲げた「治道家（文明の進歩と国家の発展に寄与すべく、学問・教育・政治といった枠組みを超越して、社会の諸課題に対して全体を俯瞰しつつ対処していくことができる人物）」の理念は、約100年を経た現在でも 教育・研究・社会連携の根幹として受け継がれている。
大学の理念は、「公正」・「倫理」・「持続可能性」を掲げ、SDGsへの貢献やESG経営、ならびにサーキュラーエコノミーの推進に取り組んでいる。この一環として、2014年には千葉県野田市の学園所有地に、当時 日本国内の大学における発電設備としては最大級とされる出力2.45MWの『千葉商科大学メガソーラー野田発電所』を建設、2019年には市川キャンパスの電力をすべて再生可能エネルギーに切り替えた。キャンパス内の10棟の建物屋上には自家消費型の太陽光発電設備があり、2023年度は年間約62.3万kWhを発電し、学内電力の約18％を賄っている。また、2024年には営農型太陽光発電所（千葉商科大学 大木戸ソーラー発電所）による電力調達も開始した。
さらに、2023年12月には国内で3校目、関東圏の大学としては初めて「フェアトレード大学」に認定された。この認定は、学生の自主的な活動を中心に、教職員や地域社会と連携しながら、倫理的消費の推進やフェアトレード商品の普及に取り組んできた成果であり、大学としての「公正」への姿勢を示す象徴的な出来事となった。
また、地域連携にも注力しており、千葉県市川市、鎌ケ谷市、匝瑳市、および東京都江戸川区との包括連携協定に基づき、防災などをはじめとした多岐にわたる政策的協働を展開。なお、市川市とは市長室・大学・附属高校をネットワークで結び、遠隔講義の実施や地域課題に関する共同研究が行われている。学生参加型の「ユニバーシティフォーラム」や、子ども向けキャリア教育プログラムなどを通じ、地域住民との交流や次世代教育にも積極的である。
2028年に創立100周年を迎えるにあたり、本学は「Vision 100」と題した長期構想を掲げ、次の100年を見据えた教育・研究・社会連携の革新に挑んでいる。

## 沿革

### 年表
- 1927年（昭和2年）12月 - 文学博士・遠藤隆吉は、金45万余円を出資して財団法人巣鴨学園を創設するとともに、旧制巣鴨高等商業学校設立の認可を申請する。
- 1928年（昭和3年）
  - 2月 - 文部省告示第51･52号をもって、旧制巣鴨高等商業学校を東京府西巣鴨町（現・東京都豊島区）2,603番地に設立する件、認可される。
  - 4月 - 旧制巣鴨商業学校に於いて、第1回 旧制巣鴨高等商業学校 第二部入学式を挙行[39]。
- 1930年（昭和5年）5月 - 文部省告示第193号をもって、大正7年文部省令第3号第2条により、旧制高等学校高等科若しくは大学予科同等以上と指定され、これにより当年以降の卒業者に旧制大学への進学の途が拓かれた。
- 1931年（昭和6年）3月 - 財団法人巣鴨学園に於いて、第1回 旧制巣鴨高等商業学校 第二部卒業式を挙行[39]。
- 1944年（昭和19年）3月 - 太平洋戦争下の戦時特例により学校名を巣鴨経済専門学校に改称。
- 1945年（昭和20年）9月 - 戦災により校舎及び全施設焼失のため、校舎を千葉県千葉郡津田沼町（現・習志野市）鷺沼へ位置変更。
- 1946年（昭和21年）3月 - 千葉県市川市国府台への学校位置変更が認可。
- 1950年（昭和25年）4月 - 学制改革に伴い新制大学へ昇格。校名を千葉商科大学と改称し、商学部商学科を開設。
- 1951年（昭和26年）
  - 3月 - 私立学校法の制定に伴い財団法人巣鴨学園から学校法人千葉学園に組織変更。
  - 4月 - 千葉短期大学を設置。商科第2部、英文科第2部を開設。
- 1955年（昭和30年）
  - 4月 - 商学部に経済学科を増設し、学部名称を商経学部と改称。
  - 7月 - 巣鴨経済専門学校廃止申請が認可。
- 1959年（昭和34年）4月 - 大学校舎旧1号館校舎竣工。
- 1964年（昭和39年）4月 - 商経学部に経営学科を増設。大学2号館校舎竣工。
- 1967年（昭和42年）12月 - 大学校舎3号館および大学4号館校舎竣工。
- 1970年（昭和45年）5月 - 大学体育館竣工。
- 1974年（昭和49年）6月 - 大学校舎5号館校舎竣工。
- 1977年（昭和52年）4月 - 大学院商学研究科修士課程を開設。
- 1979年（昭和54年）4月 - 大学院経済学研究科修士課程を開設。
- 1980年（昭和55年）4月 - 千葉県野田市に野田グラウンド（現・メガソーラー野田発電所）を開設。
- 1984年（昭和59年）9月 - 大学付属図書館竣工。
- 1988年（昭和63年）4月 - 千葉商科大学経済研究所を開設。
- 1992年（平成4年）6月 - 米国フロリダ大学経営学部と交流提携協定締結。（現在は提携解消）
- 1996年（平成8年）11月 - 大学本館竣工。
- 1997年（平成9年）3月 - 大学校舎6号館（ロゴス館）竣工。
- 1999年（平成11年）6月 - 韓国の漢陽大学校と学術交流に関する基本協定締結。
- 2000年（平成12年）
  - 1月 - 大学校舎7号館竣工。
  - 4月 - 政策情報学部政策情報学科及び大学院政策研究科博士課程を開設、政策情報学部に教職課程「情報 (教科)」を設置。千葉短期大学の既設の2学科を統合してビジネスコミュニケーション学科とする。
  - 9月 - 学生談話室（アゴラ）内に、千葉県内の大学では初出店となるマクドナルド千葉商科大学店が開店[40]。（現在は撤退）
- 2001年（平成13年）
  - 4月 - 中華人民共和国（中国）の上海立信会計学院と学術交流に関する協定締結。
  - 5月 - 中国北京大学政治・行政管理学部と政策情報学部が学術交流に関する協定締結、および中国華東師範大学と交流に関する協定締結。
  - 10月 - 米国ハワイ大学と国際交流基本協定締結。
- 2003年（平成15年）3月 - 環境マネジメントシステム「ISO14001」を認証取得。（2012年にISO返上）
- 2004年（平成16年）4月 - 大学院政策情報学研究科修士課程を開設、千葉短期大学を千葉商科大学へ統合して学校法人千葉学園CUC教育支援機構を設置。
- 2005年（平成17年）
  - 4月 - 大学院会計ファイナンス研究科（会計大学院）を開設。
  - 10月 - 市川市と協定を結び、千葉商科大学付属図書館と市川市立図書館の相互連携によるサービスを開始。
- 2006年（平成18年）1月 - 大学校舎1号館竣工。
- 2008年（平成20年）
  - 3月 - 旧・学生寮（斯心寮）隣にゴルフ部の練習場、奥側にブルペンを新規設置。
  - 9月 - 大学校舎3号館内に、千葉県内の大学では初出店となるセブンイレブンサテライト店が開店。（現在は撤退）
- 2009年（平成21年）4月 - サービス創造学部サービス創造学科を開設。
- 2010年（平成22年）3月 - 大学院商学研究科修士課程・経済学研究科修士課程・政策情報学研究科修士課程の3研究科合同で中小企業診断士養成コースを開設。
- 2014年（平成26年）
  - 4月 - 人間社会学部人間社会学部を開設。
  - 9月 - 千葉県市川市稲越町に稲越グランド（元・私立国府台女子学院稲越校舎）を開設。
- 2015年（平成27年）
  - 4月 - 国際教養学部国際教養学科を開設。
  - 5月 - 千葉商科大学 直営学生食堂「The University DINING」開店。
- 2019年（平成31年/令和元年）4月 - 基盤教育機構を設置。
- 2020年（令和2年）4月 - 大学院商学研究科修士課程・経済学研究科修士課程・政策情報学研究科修士課程を改編し、商学研究科商学専攻修士課程1研究科とする。
- 2024年（令和6年）
  - 4月 - 総合研究センターに中小企業経営研究所を設置。
  - 4月 - 千葉商科大学 大木戸ソーラー発電所を竣工。
- 2025年（令和7年）4月 - 商経学部経済学科、政策情報学部政策情報学科、国際教養学部国際教養学科の学生募集を停止、総合政策学部経済学科および政策情報学科を開設。

## 基礎データ

### 所在地
- 市川キャンパス（千葉県市川市国府台1-3-1）北緯35度44分31.8秒 東経139度54分24.6秒

- 校地面積（本部）：75,174.74㎡
校地面積（総計）：107,690.17㎡
- 交通アクセス
JR総武線「市川駅」（市川駅から徒歩 約20分、もしくはバス利用の場合は 乗車 約10分、最寄り停留所から徒歩3分）
京成本線「国府台駅」（国府台駅から徒歩 約10分）
北総鉄道「矢切駅」（矢切駅から徒歩 約20分、もしくはバス利用の場合は 乗車 約10分、最寄り停留所から徒歩3分）
JR常磐線「松戸駅」（松戸駅からバスで乗車 約20分、最寄り停留所から徒歩3分)

### 象徴

#### スクールカラー
本学のスクールカラーは『緑色』および『黒色』であり、大学公式ウェブサイトおよびサイト内の『ニュースリリース』をはじめとする各種公式資料に使用されている。

【緑色】 

DIC2568

C:96 M:20 Y:90 K:0(%)

R:11 G:135 B:72(%)

＃008d4a

【黒色】 

C:0 M:0 Y:0 K:100(%)

R:0 G:0 B:0(%)

＃000000

### 校歌

#### 校歌
校歌は金子彦二郎 作詞、小松耕助 作曲によるもので、千葉商科大学および千葉商科大学付属高等学校で共通に用いられている。

■ 千葉商科大学校歌 音声再生（MP3）
- 千葉商科大学校歌  【ピアノver.】 音声再生（MP3） [42]
- 千葉商科大学校歌  【独唱ver.】 音声再生（MP3） [42]
- 千葉商科大学校歌 【演奏ver.】 音声再生（MP3） [42]
- 千葉商科大学校歌 【合唱ver.】 音声再生（MP3） [42]

## 教育および研究

### 組織

#### 学部の構成(2024年度以前入学者)
- 商経学部
  - 商学科
    - マーケティングコース
    - ファイナンスコース
    - アカウンティングコース

  - 経済学科
    - 国際経済コース
    - 公共経済コース
    - 地域経済コース

  - 経営学科
    - ビジネスマネジメントコース
    - 経営診断・起業コース
    - アカウンティングコース
- 政策情報学部
  - 政策情報学科
    - 地域政策コース
    - メディア情報コース
- サービス創造学部
  - サービス創造学科
- 人間社会学部
  - 人間社会学科
- 国際教養学部
  - 国際教養学科

#### 学部の構成(2025年度以降入学者)
- 商経学部
  - 商学科
    - マーケティングコース
    - ファイナンスコース
    - アカウンティングコース
    - 会計プロフェッションコース
    - ICTコース

  - 経営学科
    - 戦略マネジメントコース
    - 組織マネジメントコース
    - 中小企業診断・起業コース
- 総合政策学部
  - 経済学科
    - 経済政策コース
    - 経済データ分析コース
    - ビジネス経済コース

  - 政策情報学科
    - 地域政策コース
    - 地域経営コース
    - 政策メディアコース
- サービス創造学部
  - サービス創造学科
    - サービス経営・産業コース
    - サービス開発コース
- 人間社会学部
  - 人間社会学科
    - 環境とサステナビリティコース
    - 文化とコミュニケーションコース
    - 地域づくりと共生コース

#### 研究科
- 政策研究科（博士課程）
- 商学研究科（修士課程）
- 会計ファイナンス研究科（専門職学位課程、会計大学院（専門職大学院））

#### 附属機関
- 附属図書館
- 経済研究所
- 会計教育研究所
- 遠藤隆吉研究所
- サステナビリティ研究所

### 教育
千葉商科大学は、文部科学省による「私立大学等改革総合支援事業」において、2016年度以降継続的に採択されている。タイプ1「教育の質的転換」やタイプ3「地域社会の発展への貢献（プラットフォーム型）」など、大学改革や地域連携、教育機能の強化に関する取り組みが評価されている。

#### ■ 文部科学省による「私立大学等改革総合支援事業」年度別の主な採択実績
【2024年度】
タイプ3「地域社会の発展への貢献（プラットフォーム型）」において、大学コンソーシアム市川産官学連携プラットフォームの取り組みが選定された。
【2023年度】
タイプ1およびタイプ3に採択。未来人材育成と地域連携を推進。
【2022年度】
タイプ1およびタイプ3に採択。未来人材育成と地域連携を推進。
【2021年度】
タイプ1およびタイプ3に採択。未来人材育成と地域連携を推進。
【2020年度】
タイプ1・タイプ3に加え、文部科学省「職業実践力育成プログラム（BP）」にて「CUC市民活動サポートプログラム」が認定。
【2019年度】
タイプ1およびタイプ3に採択。また、「中小企業診断士養成プログラム」「中小企業人本経営（EMBA）プログラム」がBPに認定。
【2017年度】
タイプ2「地域発展」およびタイプ4「グローバル化」が支援対象として採択。
【2016年度・2015年度】
タイプ1「教育の質的転換」、タイプ2「地域発展」、タイプ4「グローバル化」に採択。

#### ■ その他の文部科学省・経済産業省 支援事業への採択実績
【2016年度・2015年度】
経済産業省「産学連携サービス経営人材育成事業」に採択。
【2012年度】
文部科学省「産業界のニーズに対応した教育改善・充実体制整備事業」に採択。
【2010年度】
文部科学省「大学生の就業力育成支援事業（就業力GP）」に採択。
【2009年度】
文部科学省「学生支援推進プログラム」に採択。
【2006年度】
文部科学省「現代的教育ニーズ取組支援プログラム（現代GP）」に採択。
【2005年度】
文部科学省「特色ある大学教育支援プログラム（特色GP）」に採択。
【2004年度】
文部科学省「現代的教育ニーズ取組支援プログラム（現代GP）」に採択。

### 資格取得支援
千葉商科大学では、学生のキャリア形成を支援する取り組みの一環として、各種資格取得を支援する制度が設けられている。

#### ・資格取得講座
同大学では、ビジネススキルを中心とした資格取得を目的とする「資格取得講座」が学内で開講されており、学生は在学中に専門学校と同等水準の講義を受講できるとされている。講座は、合格実績のある外部教育機関と連携して実施され、学内施設を活用することで受講料が比較的安価に設定されている。また、指定された資格を取得した学生には、奨励金を給付する制度も設けられている。

#### ・資格取得試験の実施
同大学では、各種資格試験に対して団体受験申込制度が導入されており、申込手続きを学内で一括して行うことが可能である。また、一部の資格試験については大学構内を試験会場として実施しており、学生は交通費等の負担を抑えて受験することができる。対象となる資格には、日本商工会議所主催の日商簿記検定、Microsoft Office Specialist（MOS）試験、TOEICなどが含まれている。

#### ・正課授業と資格
正課授業の中には、所定の科目を履修することで、申請を通じて資格を取得することが可能なものが含まれている。たとえば、複数学部の学生を対象とした「デジタルコンテンツアセッサ（DCA）3級」では、指定された科目を履修することで申請資格を得ることができる。また、人間社会学部においては、社会福祉主事任用資格に対応する科目が開講されており、所定の3科目を修得することで卒業と同時に当該資格を取得できる制度となっている。

#### ・資格取得支援センター
2022年1月には「資格取得支援センター」が学内に設置され、資格取得講座の運営をはじめ、資格に関する情報提供、個別相談への対応など、学生の資格取得を総合的に支援する体制が整えられている。

### 瑞穂会

#### ・瑞穂会
瑞穂会（みずほかい）は、千葉商科大学に設置された学内の会計専門教育支援組織であり、学部生および大学院生を対象として、簿記および税理士試験科目に関する教育指導を提供している。日商簿記検定（1級〜3級）および税理士試験の会計科目（簿記論・財務諸表論）に対応した講座が、大学構内の専用教室において継続的に実施されている。本会の目的は、正課授業と資格試験学習との両立を目指す学生に対し、専門的かつ実践的な学習支援を行うことである。専任教員が常駐し、学生各自の理解度や進度に応じた個別指導が行われていることが特徴である。なお、講座の受講料は無償とされており、特に日商簿記検定1級合格者を対象として、税理士試験への段階的な移行を支援する体制が整備されている。

#### ・開講講座
以下の資格試験対策講座が定期的に開講されている。

・日商簿記検定講座：3級・2級・1級

・税理士試験対策講座：簿記論・財務諸表論（※受講対象者：日商簿記1級合格者および瑞穂会所属学生）

また、税理士試験の選択科目である消費税法等については、大学の「高度会計人材育成プログラム」の一環として支援を受けながら学習を進める事例もある。

#### ・活動実績と進路
瑞穂会の所属学生は、在学中に日商簿記検定1級および税理士試験会計科目の合格を果たし、卒業後は大学院へ進学することで科目免除制度を活用し、税理士資格の取得を目指すケースが多く見られる。また、在学中から税理士法人において実務経験を積む学生も存在し、学術的知識と実務能力の両面を涵養する環境が構築されている。

#### ・対外実績
2023年には、瑞穂会の学生が全国簿記チャンピオン大会に出場し、個人戦において第1位、団体戦では第5位および第9位に入賞するなど、全国レベルでの優れた実績を挙げている。

## 対外関係

### 海外協定校[60]
- アメリカ合衆国
  - ハワイ大学 カピオラニ校（ハワイ州）
  - ウォッシュバン大学（ネブラスカ州）
  - グアム大学（準州）
  - ローズ大学（オハイオ州）
- イギリス
  - ハイランド＆アイランド大学 パース校（パース）
- イスラエル
  - COMAS（経営大学）
- インド
  - サー・パダンパット・シンハニア大学 （ラジャスタン州）
- インドネシア
  - 北スマトラ大学（北スマトラ州）
- オーストラリア
  - サザンクロス大学（ニューサウスウェールズ州）
  - シドニー大学（ニューサウスウェールズ州）
- カナダ
  - バンクーバーアイランド大学（ブリティッシュコロンビア州）
- 大韓民国（韓国）
  - 漢陽大学校（ソウル特別市）
  - 全南国立大学校（光州広域市）
- タイ
  - パンヤピワット経営大学（ノンタブリー県）
- 中華人民共和国（中国）
  - 北京大学（河北省 北京市）
  - 華東師範大学（上海市）
  - 上海立信会計金融学院（上海市）
  - 天津外国語大学（河北省 天津市）
  - 河北工業大学（河北省 天津市）
  - 東北財経大学（遼寧省 大連市）
  - 大連外国語大学（遼寧省 大連市）
  - 天津師範大学（河北省 天津市）
  - 吉林外国語大学（吉林省 長春市）
  - 南開大学濱海学院（河北省 天津市）
  - 西南財経大学（四川省 成都市）
  - 天津財経大学珠江学院（河北省 天津市）
  - 楽山師範学院（四川省 楽山市）
- ドイツ
  - ローゼンハイム応用科学工科大学（ローゼンハイム）
- ニュージーランド
  - ワイカト大学（ハミルトン）
- フランス
  - リール第1大学工業技術短期大学A
  - アルトワ大学 (ランス工業技術短期大学)
- ベトナム
  - ベトナム国家大学（ハノイ市）
  - FPT大学（ハノイ市）
- マルタ
  - Malta College of Arts, Science and Technology （MCAST）
- マレーシア
  - アジア・パシフィック大学（クアラルンプール連邦直轄領）
- モンゴル
  - モンゴル国立商科大学（ウランバートル）
  - マンダフ大学（ウランバートル）
- メキシコ
  - グアナフアト大学 （グアナフアト州）
- ロシア
  - モスクワ大学（モスクワ市）
- 中華民国（台湾）
  - 国立台北商業大学 （台北市）
  - 東呉大学（台北市）
  - 国立中正大学（嘉義市）

### 他大学との単位互換
千葉県内の私立大学（短期大学を含む）および放送大学との間では、1998年度より包括協定に基づく単位互換制度が実施されている。この制度は、学生が所属大学に設置されていない科目を他大学で履修できる仕組みであり、学びの幅を広げ、より多様な専門性を育成することを目的としている。本制度により、学生が他大学の授業科目の履修および単位修得を希望する場合、受入大学は教育研究上支障のない限りこれを受け入れること、受け入れた学生を「特別聴講学生」として取り扱うこと、履修期間を原則として1年以内とすること等が定められている。これにより、学生は特色ある多様な科目を履修する機会を得られるとともに、学識および視野の一層の充実が図られている。なお、本学では他大学で履修した科目を「単位互換認定科目」として認定しており、これらの単位は卒業要件上「任意選択科目」として算入される。本協定には、以下の大学・短期大学が参加している。

■ 本学以外の参加校一覧
- 愛国学園大学
- 江戸川大学
- 開智国際大学
- 川村学園女子大学
- 神田外語大学
- 敬愛大学
- 国際医療福祉大学
- 国際武道大学
- 三育学院大学
- 秀明大学
- 淑徳大学
- 城西国際大学
- 聖徳大学
- 清和大学
- 千葉経済大学
- 千葉工業大学
- 中央学院大学
- 帝京平成大学
- 東京基督教大学
- 東京情報大学
- 東京成徳大学
- 二松学舎大学
- 明海大学
- 麗澤大学
- 和洋女子大学
- 放送大学
- 植草学園大学
- 植草学園短期大学
- 昭和学院短期大学
- 聖徳大学短期大学部
- 清和大学短期大学部
- 千葉敬愛短期大学
- 千葉経済大学短期大学部
- 千葉明徳短期大学
- 東京経営短期大学

### 大学コンソーシアム市川
千葉商科大学は、千葉県市川市および市内所在の大学との連携による「大学コンソーシアム市川」に参加している。本コンソーシアムは、市川市と各大学が相互に連携・協力し、地域社会および大学の活性化、ならびに学生による地域貢献活動の促進を目的として設立されたものである。参加大学は、本学のほか 和洋女子大学、東京科学大学リベラルアーツ研究教育院、昭和学院短期大学、東京経営短期大学で構成され、産学官連携を基盤とした各種事業を展開している。主な取り組みには、地域課題をテーマとした学生プロジェクトの支援、市主催イベントへの参加、公開講座の実施、共同研究の推進などがある。これらの活動を通じて、大学教育の一層の充実と地域社会の発展に寄与するとともに、学生に対して実践的な学びの機会を提供している。

■ 本学以外のメンバー一覧
- 市川市
- 市川商工会議所
- 大学コンソーシアム市川
- 和洋女子大学
- 東京科学大学 リベラルアーツ研究教育院
- 昭和学院短期大学
- 東京経営短期大学

■ 産業界との連携（企業・団体名）
- 京成電鉄株式会社
- 東京ベイ信用金庫
- 千葉県税理士会市川支部
- 株式会社市進ホールディングス

### 自然エネルギー大学リーグ
千葉商科大学は、全国の大学および短期大学で構成される「自然エネルギー大学リーグ（RE-UNIVERSITY LEAGUE）」に加盟している。
本リーグは、再生可能エネルギーの普及促進および脱炭素社会の実現を目指し、自然エネルギーの導入拡大に積極的に取り組む高等教育機関により結成されたものである。

加盟校は、それぞれのキャンパスにおいて自然エネルギーの導入および活用を推進するとともに、環境教育、地域連携活動、情報発信を通じて持続可能な社会の実現に貢献することを目的としている。
なお、本学は自然エネルギー大学リーグ設立当初から参加しており、2019年には国内大学として初めて自然エネルギー100％による電力供給を達成するなど、先進的な取り組みを展開している。

主な活動内容としては、加盟校間における情報交換や共同研究、学生によるエネルギープロジェクトの推進、自然エネルギー利用に関する広報活動、政策提言などが挙げられる。また、自然エネルギー大学リーグは、再生可能エネルギーの社会実装における大学の役割を明確化し、次世代の環境リーダー育成と地域社会との連携強化を推進する枠組みとしても位置付けられている。

■ 本学以外のキャンパス会員一覧
- 広島大学
- 長野県立大学
- 立命館大学
- 足利大学
- 名古屋大学
- 東京外国語大学
- 上智大学
- 千葉大学
- 和洋女子大学
- 慶應義塾大学

## 大学関係者と組織

### 大学関係者組織

#### ■ 千葉商科大学同窓会
千葉商科大学同窓会は、旧制巣鴨経済専門学校および千葉商科大学の卒業生（OB・OG）を中心に構成される同窓組織であり、「会員相互の親睦と母校の発展に寄与すること」を目的として1970年（昭和45年）11月に創立、初代会長には株式会社帝国ホテル代表取締役副社長等を歴任した河西静夫氏が就任。
同窓会の理念は、「会員相互の交流と親睦を図り、組織および会員の発展・充実並びに建学の精神に則った千葉商科大学の発展に寄与すること」とされており、卒業生と母校との結びつきを深めるとともに、在学生や教育後援会（保護者会）との連携を重視した活動を展開している。
2025年（令和7年）現在、同窓会は全国に34の都道府県支部（うち4支部は休会中）を有し、18の同期会、2つのサークル系組織（瑞穂会）、および4つの特定団体によって構成されている。

#### ■ CUC経営者会議
CUC経営者会議は、千葉商科大学の卒業生で実社会において経営者的立場にある者を対象に、2015年（平成27年）5月に設立された同窓組織である。大学と卒業生の交流を通じて、大学の発展や在学生のキャリア支援に寄与することを目的としており、会員は製造業・卸売業・金融業・宿泊業などをはじめ、多種多様な業種で活躍している。
2018年（平成30年）9月には 大学創立90周年記念事業の一環として「CUC社長サミット」が開催され、卒業生である経営者らが大学関係者と共に、大学の取り組みや社会貢献についての意見交換を行った。本サミットでは「基調講演・特別講演」のほか、CUC経営者会議に加入する製造業・宿泊業・金融業の第一線で活躍する卒業生経営者3名による講演も行われた。
CUC経営者会議の代表的な会員には、富士屋ホテル株式会社代表取締役社長の安藤昭氏、元・日本ビューホテル株式会社（現・ヒューリックホテルマネジメント株式会社）代表取締役社長の石井一男氏、元・日本税理士会連合会副会長の石井幸夫氏などの錚々たる面々が挙げられる。
なお、同大学の公式ウェブサイトによれば、2024年（令和6年）時点で卒業生の中から1,309名が社長として活躍しているとされており、上場企業の経営者や地域経済を支える中堅・中小企業の代表者など多岐にわたり、実業界の第一線に数多くの企業経営の中核を担う人材を輩出している。

#### ■ 千葉商科大学 教育研究会
千葉商科大学 教育研究会は、同大学の卒業生および在学生のうち、教員免許を取得済みまたは取得見込みの者によって構成される教育研究団体である。会員の教育・研究活動の充実および相互の親睦を目的とし、千葉商科大学を母体とする教育コミュニティの発展と、日本の教育の向上に寄与することを掲げている。
本会は2000年代初頭に設立され、教育現場で活躍する卒業生同士の情報交換、現職教育、研究活動の共有を行っている。また、教職を目指す在学生に対しては、先輩教員との交流を通じた実践的な学びの機会を提供しており、教育実習や教職課程の支援にも積極的に取り組んでいる。なお、入会資格は、千葉商科大学の卒業生または在学生で、教員免許状（教科・種類は問わない）を取得済みまたは取得予定の者とされている。
なお、千葉商科大学経済研究所 情報機関誌『CUC View & Vision』No.47（2019年3月31日発行）に掲載された商経学部 近藤真唯准教授の寄稿「教育の現場を知る 伝統あるCUCの教員養成」によると、当時、千葉商科大学では商業科、外国語科（英語）、情報科、公民科の教員を多数輩出しており、特に商業科教員については、毎年10名前後の卒業生が教員として任用されていたという。また、教育研究会には400名以上の卒業生教員が登録しており、未登録者を含めた現役教員は約500名に上ると推計されていた。これは、全国における商業科教員数（約9,600名）のおよそ5%に相当し、全国的にも高い割合を占めていることが示されていた。さらに、本学卒業後に科目等履修を経て小学校教員免許を取得し、初等教育に携わる者も一定数存在していることが推察されている。

## 施設

### キャンパス周辺
千葉商科大学のキャンパスは、古代に下総国の国府が置かれていた由緒ある高台、現在の千葉県市川市国府台に位置している。近年、市川市スポーツセンター敷地内の国府台スタジアム再整備に伴い、国府台遺跡に関連するとみられる区画溝や掘立柱建物跡が発見されるなど、歴史的価値の高い土地であることが再確認された。
明治初期、新政府は国府台に「国府台大学校」の設置を構想されたものの実現せず、代わって「陸軍教導団」などの陸軍施設が置かれた。これにより国府台は『軍隊の町』としての性格を帯びるようになった。大正期には京成電気軌道（現・京成電鉄）の開通を契機に交通利便性が向上し、特に1923年の関東大震災後、東京から多くの実業家・文化人が移住。新たな居住者層の教育需要に応える形で、国府台から八幡地区にかけて私立学校の設立が相次ぎ、市川市は徐々に文教都市としての地位を確立していった。
戦後、1948年に公布された「旧軍用財産の貸付及び譲渡の特例等に関する法律」に基づき、国府台地区では旧陸軍施設の広大な用地が転用され、国立国府台病院（現・国立国際医療研究センター国府台病院）、市川市スポーツセンター、東京医科歯科大学国府台分院（現・東京科学大学） 、日本医科大学予科、巣鴨経済専門学校（現・千葉商科大学）、和洋女子専門学校（現・和洋女子大学）、東京聾唖学校（現・筑波大学附属聴覚特別支援学校）、市川市立中学（現・千葉県立国府台高等学校）、千葉県血清研究所などが設置された。これらの施設整備は、単なる自然発生的なものではなく、戦後日本における旧軍用地の学校転用政策の一環として、国や地方自治体によって計画的に推進されたものである。
特に当該事例は、戦後の都市再編において旧軍用地を文教・医療用途に転換することで、地域の復興と文化的発展を同時に図ろうとする国家戦略を示す典型例とされる。その結果、国府台地区は学術・医療機関が高度に集積する「文教市街地」としての性格を強め、周辺地域と連動して文化的な住宅都市としても著しい進展を遂げた。
また、大学周辺の市川・真間・菅野・八幡地区は閑静な住宅街として発展し、戦前から政治家・実業家が別荘を構えた地域としても知られる。北原白秋、永井荷風、幸田露伴ら文人たちがこの地に居を構え、その自然風景や生活文化は数多くの文学作品に描かれてきた。
キャンパスの北側には市川市スポーツセンター、南側には弘法寺が位置し、豊かな自然環境と学術施設が共存する環境を形成している。同じ市内に位置する八幡地区などは「千葉の鎌倉」と称されるなど、市川市全体が豊かな歴史と文化を背景に持ち、優れた教育・居住環境を有する都市へと成長している。

### キャンパス

#### 市川キャンパス
- 所在地：千葉県市川市国府台1-3-1
- 学部：商経学部、総合政策学部、サービス創造学部、人間社会学部、政策情報学部（2024年度以前入学者）、国際教養学部（2024年度以前入学者）
- 研究科：博士課程 政策研究科、修士課程 商学研究科、専門職学位課程 会計ファイナンス研究科

### 過去に存在したキャンパス

#### 丸の内サテライトキャンパス （Galleria商.Tokyo）
- 当時の所在地：東京都千代田区丸の内3-1-1 国際ビルヂング（国際ビル）1階[95]
- 専門職学位課程 会計ファイナンス研究科の授業、およびCUC公開講座の開催等で使用[96][97]。
- 2024年3月末をもって、国際ビルの建て替えに伴い閉鎖[98][99]。

### The University DINING
千葉商科大学の学生食堂「The University DINING」は、2015年5月11日にオープンした大学直営の施設であり、学生のみならず一般来訪者にも開放されている。自然採光に恵まれた木の温もりに溢れる、広さ1,120.30平方メートル、座席数350席を有する本施設は、従来の学生食堂の枠組みを超えた、新たなキャンパスライフの拠点として位置づけられている。
本施設は「世界一の朝食」と称されるレストラン「bills」などを手がけたトランジットジェネラルオフィスがプロデュースを担当しており、単なる食事の提供にとどまらず、学生たちが自由に集い、新たな発想や交流を促進する空間の創出を目指して設計された。実施設計は 建築家ユニット「シーラカンスK&H」により手がけられ、自然光を取り入れた開放的な木造空間としてまとめられている。
構造は鉄骨（一部木）造平屋建てであり、上下二段のLVL格子梁（38mm×340mm）による一枚屋根を、63本の鉄骨柱（φ=141.3mm）が支える設計となっている。さらに、1/fゆらぎのリズムをプログラム化し、木梁のピッチの疎密に応用することで、建築空間に自然なリズムを取り入れている点が特徴である。この建築は、デザイン性と機能性を兼ね備えた点が高く評価され「2015年グッドデザイン賞」を受賞している。細部に至るまで繊細な設計が施され、デザイン性と快適性を両立した空間づくりがなされている。
食事面においては、「美味しいご飯をバランスよく食べられる」をコンセプトに、地場産や旬の食材を活用した多品目のメニューが提供されているほか、朝から夜まで利用できるベーカリーも併設されている。メニュー監修には、自由が丘ベイクショップ代表の浅本充氏が参画し、一般的な学生食堂の枠を超えた高品質な飲食体験の提供が追求されている。
さらに、施設のブランディングには、国内外で活躍する多数のクリエイターが参画しており、ロゴデザインやユニフォームデザインに至るまで統一された世界観が演出されている。「The University DINING」は、単なる食堂の枠を超え、キャンパス内における文化的・創造的活動の核として、学びの場に新たな価値をもたらしている点に特色がある。

### 学生ベンチャー食堂
千葉商科大学では、学生が在学中に起業する意欲を育成し、実学としての学びを推進する支援体制を整備している。その一環として設置された「学生ベンチャー食堂」は、学生が飲食店を新規開業 および実際に事業運営を行うことを通じて、起業に必要な知見や実務経験を学べる場を提供している。

#### ・起業支援プログラムの開始
2011年4月より、キャンパス内の体育館横に位置する学生談話スペース（アゴラ）において、学生による飲食店開業の公募を開始した。選考に合格した学生は、1年ごとの契約更新制で店舗運営を行う。選考基準は、経営体制や衛生管理、収支計画の適正性に加え、提供するメニューの魅力度および価格設定の妥当性など、実務的な要素を重視している。

#### ・学生経営者としての責務
出店権利を獲得した学生は、食品衛生責任者資格の取得や営業許可の取得、個人事業の開業届出など、法令遵守のもとで営業準備を行う。その後、主に昼食時間帯に営業を行い、食堂運営に求められる品質管理、衛生・安全管理を実施しつつ、学業との両立も求められる。

#### ・大学側の支援体制と教育的意義
大学側は、光熱水費・廃棄物処理費・人件費の一部補助を行うほか、月次決算内容の確認や必要に応じた経営指導を通じて支援を行っている。一方で、店舗運営に必要な什器・消耗品費・原材料費などは学生負担とされている。これらの取り組みを通じて、学生たちは講義で学んだ理論を実務に応用し、実社会における経営知識と実践的スキルの習得を目指している。

## 系列校
- 過去に存在した系列校

・千葉短期大学 

1951年4月に商科第二部および英文科第二部開設。千葉商科大学内に併設されていた短期大学。旧制巣鴨高等商業学校 第二部を起源とする。
また、慶應義塾大学 初代総合政策学部長であり、本学の中興の祖とも称される第6代・加藤寛学長は、著書『教育改革論』（丸善ライブラリー）において、千葉短期大学（当時の夜間コース）の意義について次のように述べている。
 私は、千葉商大卒業生に『PL法』を宣言することにした。人間である学生に製造物とはけしからんという人がいるが、私のPL法は“Professor’s” Liabilityであって、“Products”ではない。いわば、かけ言葉で教師の責任を示したものである。企業や社会に出て、大学教育が不十分であることが判明した場合、再び夜間コースに戻ってもらい、再教育をし、責任をもって送り出すことにするというものだ。こんなことができるのも、夜間コースがあるためで、ここに在来線のよさがある。もし典型的な在来線の千葉商大で改革が進めば、これがモデルになって、日本全体の大学改革も可能になるだろう。新しい学問が創造されることになる。 
 と記しており、夜間コース（千葉短期大学）を活用した継続的な教育責任の遂行を意図していたことが窺える。
さらに、同書では、伝統を生かしながら大学改革を進める考え方として、「ミニ型新幹線方式」にも言及している。
 慶應義塾は湘南藤沢キャンパスを新たにつくって大学改革の先鞭をつけた。いわば新幹線方式だ。これはこれで成功したが、歴史と伝統を残しながら大学改革はできないものだろうか。それはミニ型新幹線のように、狭・広軌道両用の弾力性をもったシステムをつくることではないか。古きよきものを尊重しながら新しい時代に対応してゆくには、まさにこのミニ新幹線方式の知恵が役立つ。 
 それでは、日本型新幹線をつくる力のない大学はどうすればよいのか。実は、ミニ型がある。ミニ型新幹線は、在来線と併存している。在来線の狭軌道と新幹線の広軌道とが一緒になり、列車は三本のレールを巧みに使い分けて走る。これなら、新規の土地も要らないし、コストも安い。伝統ある大学なら、ミニ型新幹線をつくることができる。在来線を生かしながら、新幹線の大学をするのである。 
 と述べており、千葉商科大学における夜間コース（千葉短期大学）を活用した教育改革の方向性とも重なる内容となっている。

## 附属学校
・千葉商科大学付属高等学校

## ギャラリー

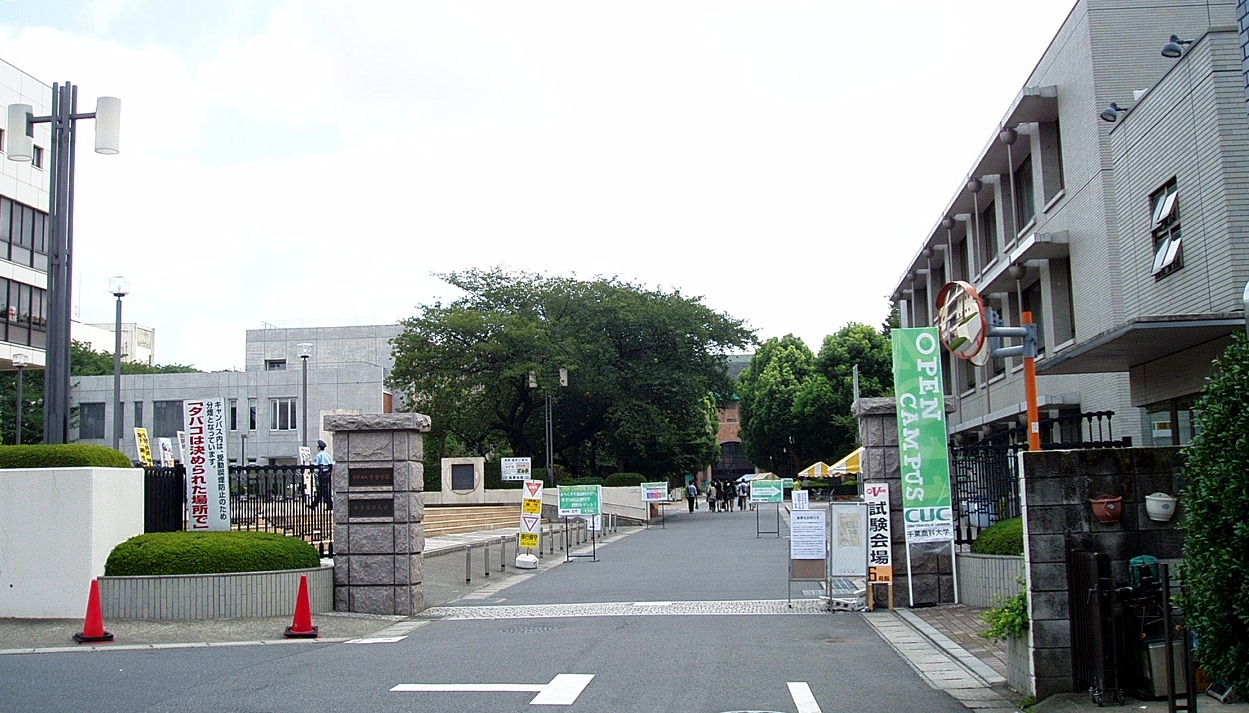
千葉商科大学正門
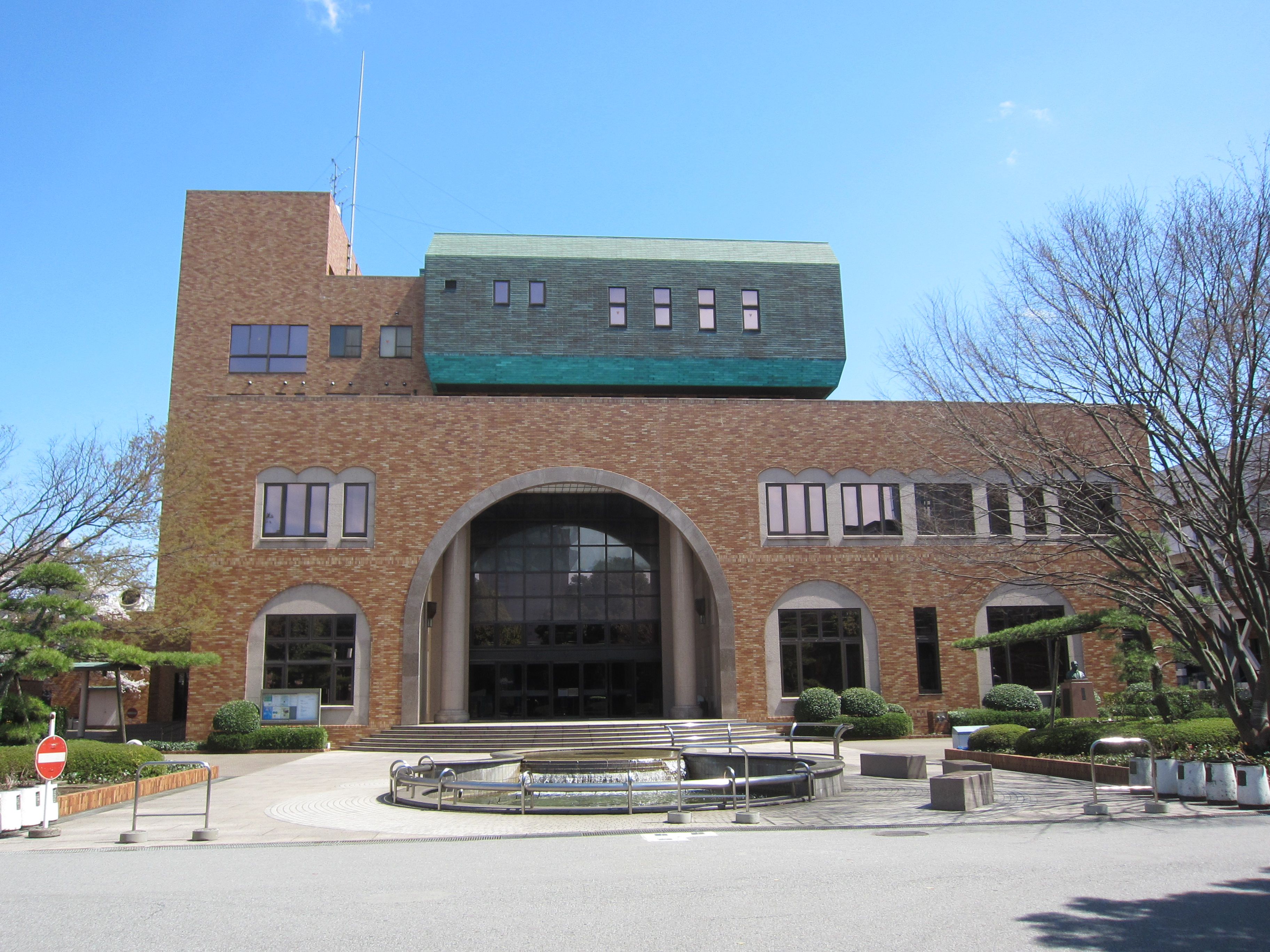
図書館
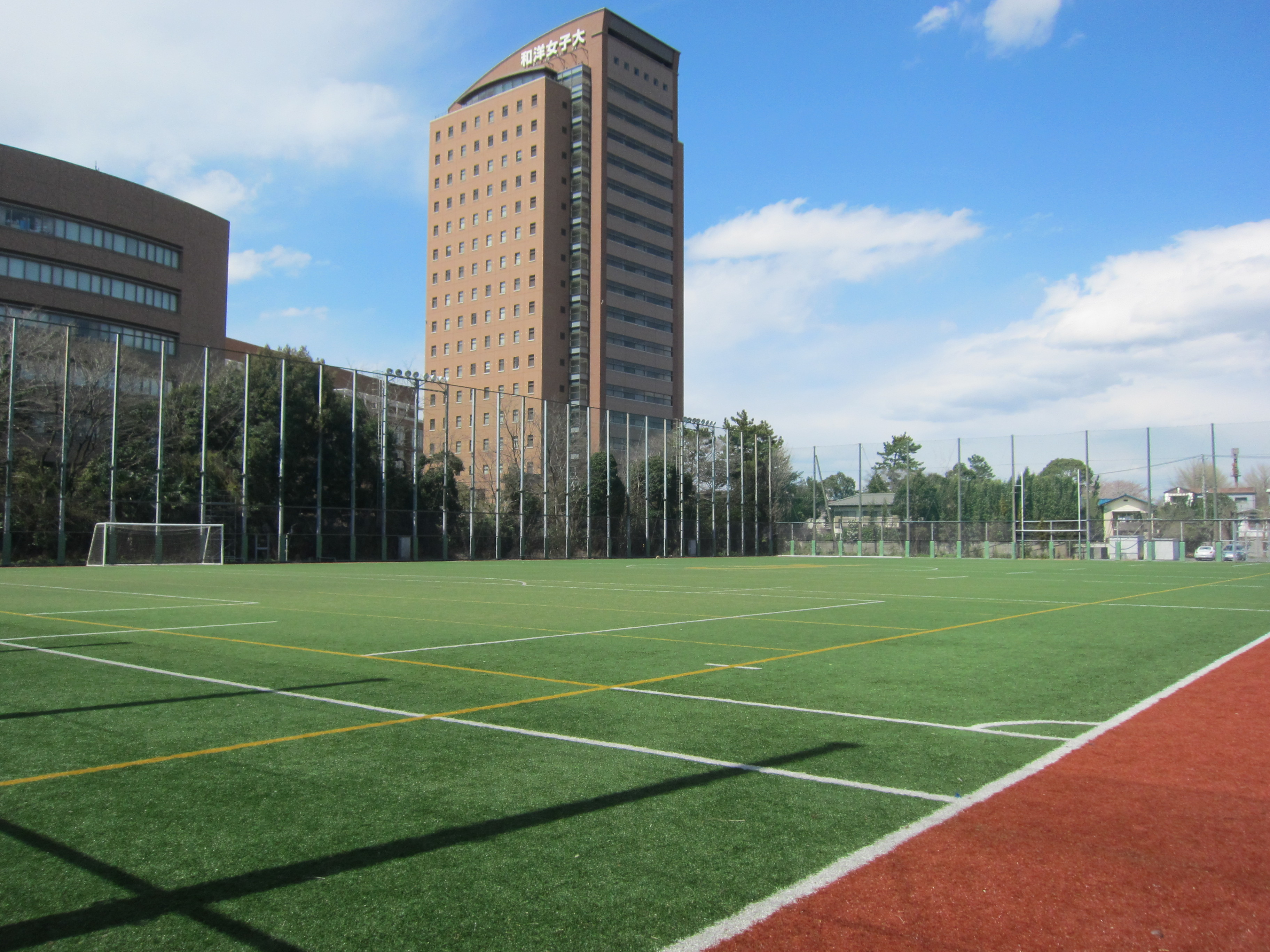
人工芝球技場

## 公式サイト
- 千葉商科大学